# Wieniamin Agas
Wieniamin Sołomonowicz Agas (właśc. Mojsyf) (ros. Вениамин Соломонович Агас (Мойсыф), ur. w grudniu 1899 w Odessie, zm. 22 lutego 1939) – funkcjonariusz radzieckich służb specjalnych pochodzenia żydowskiego, major bezpieczeństwa państwowego.

## Życiorys
Po pogromie mieszkał z ojcem (1905-1907) w USA, po powrocie uczył się w gimnazjum w Odessie, które ukończył w 1918, po czym udzielał prywatnych lekcji. Od maja 1919 żołnierz Armii Czerwonej i członek RKP(b), uczestnik wojny domowej w Rosji, dowódca plutonu, od października 1920 funkcjonariusz odeskiej gubernialnej Czeki. Od grudnia 1923 do listopada 1924 zastępca komisarza politycznego Odeskiego Instytutu Politechnicznego, następnie lektor i propagandzista w guberni odeskiej, od marca 1925 funkcjonariusz GPU kolejno w Odessie, Chersoniu, Charkowie i Stalino (obecnie Donieck), 1928 szef Zarządu Ekonomicznego Okręgowego Oddziału GPU w Stalino. Od 25 października 1928 pracownik Zarządu Ekonomicznego GPU Ukraińskiej SRR, od grudnia 1929 do marca 1930 I sekretarz Zarządu Tajno-Operacyjnego OGPU ZSRR, od marca 1930 do 12 lutego 1931 pomocnik szefa Okręgowego Oddziału/Sektora Operacyjnego GPU w Twerze, równocześnie od 21 października 1930 do 12 lutego 1931 szef Miejskiego Oddziału GPU w Twerze. Od 12 lutego do kwietnia 1931 pomocnik szefa Wydziału Tajnego Pełnomocnego Przedstawicielstwa OGPU w obwodzie moskiewskim, od 17 maja 1931 do 1933 pomocnik szefa Zarządu Ekonomicznego PP OGPU tego obwodu, od 27 lutego 1933 do 10 lipca 1934 sekretarz zastępcy przewodniczącego OGPU ZSRR Agranowa, od 10 lipca 1934 do 28 stycznia 1937 sekretarz zastępcy ludowego komisarza spraw wewnętrznych ZSRR Agranowa, od 5 grudnia 1935 major bezpieczeństwa państwowego. Od 28 stycznia 1937 do 28 marca 1938 zastępca szefa Wydziału 5 Głównego Zarządu Bezpieczeństwa Państwowego, od 28 marca do kwietnia 1938 szef Wydziału 6 Zarządu 2 NKWD ZSRR, od kwietnia do 20 sierpnia 1938 szef Wydziału 5 Zarządu 2 NKWD ZSRR, od 20 sierpnia do października 1938 szef Wydziału 1 Zarządu 2 NKWD ZSRR.
25 października 1938 aresztowany, 22 lutego 1939 skazany na śmierć przez Wojskowe Kolegium Sądu Najwyższego ZSRR i rozstrzelany. Nie został zrehabilitowany.

## Odznaczenia
- Order Czerwonej Gwiazdy (22 lutego 1938)
- Order „Znak Honoru” (22 lipca 1937)
- Odznaka „Honorowy Funkcjonariusz Czeki/GPU (V)” (1932)
- Odznaka „Honorowy Funkcjonariusz Czeki/GPU (XV)” (8 kwietnia 1934)